# Juda ibn Balaam
Juda ibn Balaam (ou Bal’am) (hébreu :יהודה בן שמואל אבן בלעם Yehouda ben Shmouel ibn Balaam ; arabe : Abu Zakariyya Yahya ibn Balaam) est un rabbin andalou du XIe siècle (Tolède, 1000 - Séville, 1070).

## Éléments biographiques
La vie de Juda ibn Balaam n'est connue que par un poème de Moshe ibn Ezra, dans son Kitab al-Muḥaḍarah ; il semble que ce poème soit lui-même basé sur l'œuvre de Juda, et non sur d'autres sources.
D'après Ibn Ezra, Juda ibn Balaam est né dans une famille réputée de Tolède, et s'installe ensuite à Séville. Il comprend rapidement les choses, et possède une excellente mémoire ; capable de rendre toute la complexité d'un sujet en quelques mots, il est cependant, malgré sa noblesse de caractère, d'un tempérament irritable, et extrêmement mordant, ne se contentant pas d'indiquer les conceptions erronées dans les livres de ses prédécesseurs et contemporains, mais analysant de façon incisive, et sans retenue aucune, leurs erreurs. 
Il se serait consacré, vers la fin de sa vie, à l'étude de la « Loi, » c'est-à-dire la théologie ou la Kabbale.

## Œuvres
Les œuvres d'Ibn Balaam sont écrites en arabe. Certaines ne sont connues que par des citations, de lui-même ou d'autres auteurs ; parmi les travaux préservés, certains n'existent plus dans l'original arabe, mais au travers de traductions hébraïques. 

Contemporain et rival de Moshe ibn Gikatilla, il est plus connu en son temps pour ses travaux de Halakha (Loi juive) que pour ceux d'exégèse biblique et de grammaire. Selon Ibn Ezra, Juda ibn Balaam analyse entièrement et profondément les études de ses prédécesseurs, mais n'en retire, avec soin, que les éléments les plus valables et essentiels.

### Halakha
Juda ibn Balaam serait l'auteur de deux traités de Halakha, le Sefer Hatsimoud (Livre de l'Union) et le Sefer Hahakhra'a (Livre de la Décision).

### Exégèse biblique
Il a aussi rédigé des commentaires sur la plupart des livres du Tanakh en arabe. Du Kitab al-Tarjiḥ, exégèse sur le Pentateuque, seuls les commentaires sur les Livres des Nombres et du Deutéronome ont été préservés. Il avait également rédigé le Nuqat al-Miqra, un court commentaire biblique, conservé dans sa quasi-entièreté. Le commentaire sur le Livre d'Isaïe a été édité par Joseph Derenbourg et, plus récemment, traduit et édité, ainsi que les commentaires d'autres Livres, par l'Université Bar-Ilan. Un livre appelé Ta'did Mu'jizat al-Taurat wal-Nubuwwat, qui énumère les miracles dans le Pentateuque et les Livres prophétiques, n'est connu que par une mention de Moshe ibn Ezra. 
Il adopte une attitude intermédiaire entre celle de Saadia Gaon et d'Abraham ibn Ezra, qu'il influencera grandement. Il examine le texte avec des outils grammaticaux, mais refuse de tirer des conclusions si elles vont à l'encontre des enseignements des Sages.

### Grammaire hébraïque
Dans ses travaux, Ibn Balaam se montre fortement influencé par Yona ibn Jannah, au point d'en être considéré par certains comme un imitateur de celui-ci sans aucune originalité. Parmi ses œuvres figurent :
- le Ta'lif fi al-Mutabiq wal-Mujanis, également appelé Kitāb al-Tajnīs (en hébreu, Sefer HaTagnis), sur les homonymes dans la Bible hébraïque. L'original arabe n'a pas été conservé, à l'exception d'un fragment[4].
- le Kitāb Hurūf al-Maʿānī (en hébreu, Otiyyot ha-'Inyanim), sur les particules dans la Bible hébraïque ; des fragments de l'original arabe ont été inclus dans les annotations au Kitab al-Uṣul de Yona ibn Jannah, édité par Neubauer.
- le Kitāb al-Afʿāl al-Mushtaqqah min-al-Asmāʾ (en hébreu, Ha-Pe'alim Shehem mi-Gizrat ha-Shemot), sur les verbes dénominatifs dans la Bible hébraïque. Le livre a été édité par G. Polak[5], et réédité par B. Goldberg et Adelman[6].

Isaac ibn Barun mentionne aussi un traité grammatical, perdu depuis.

### Autres
Juda ibn Balaam est aussi l'auteur du poème liturgique bezikhri 'al mishkavi, récité par les congrégations séfarades au cours des Selihot et lors des jours redoutables. il pourrait aussi être l'auteur de poèmes portant Bala'am en acrostiche.
En outre, un traité sur les règles et accents massorétiques, le Hidayat al-Qari (en hébreu, Horayat ha-Ḳore, Aide au lecteur), lui était généralement attribué. W. Wickes, éditeur de l'original arabe, avait cependant mis cette opinion en doute ; il a depuis été montré que le livre avait été écrit par Aaron de Jérusalem, un grammairien antérieur à Ibn Balaam d'un siècle.